# Badgam
Badgam é uma cidade e uma notified area committee no distrito de Badgam, no estado indiano de Jammu & Kashmir.

## Geografia
Badgam está localizada a 34° 38′ N, 76° 02′ L. Tem uma altitude média de 3194 metros (10478 pés).

## Demografia
Segundo o censo de 2001, Badgam tinha uma população de 15 932 habitantes. Os indivíduos do sexo masculino constituem 69% da população e os do sexo feminino 31%. Badgam tem uma taxa de literacia de 68%, superior à média nacional de 59,5%; com 81% para o sexo masculino e 19% para o sexo feminino. 6% da população está abaixo dos 6 anos de idade.